# 1516
Năm 1516 (số La Mã: MDXVI) là một năm nhuận bắt đầu từ ngày thứ Ba (liên kết sẽ hiển thị đầy đủ lịch) trong lịch Julius.

## Sự kiện

### Tháng 4
- Trần Cảo mang quân đánh vào các huyện Tiên Du, Quế Dương, Gia Lâm rồi tiến thẳng vào bến Bồ Đề, uy hiếp Thăng Long

### Tháng 5
- 7 tháng 5: Trịnh Duy Sản mượn cớ đi đánh Trần Cảo rồi lại dẫn quân về Thăng Long giết chết vua Lê Tương Dực.
- Lê Quang Trị được lập làm vua nhưng chỉ được 3 ngày thì bị phế và Lê Ý được lập làm vua niên hiệu Quang Thiệu.
- Nguyễn Hoằng Dụ tấn công đốt phá Thăng Long.
- Trần Cảo đánh chiếm Thăng Long, xưng hoàng đế, niên hiệu Thiên Ứng.
- Triều đình Hậu Lê dời về Thanh Hóa.

### Tháng 7
- Quân Trần Cảo và quân Hậu Lê đại chiến ngoài thành Thăng Long.

### Tháng 8
- Lê Chiêu Tông tái chiếm Thăng Long, đánh bại Trần Cảo.

### Tháng 11
- Trần Cảo đại phá quân Hậu Lê giết tướng Trịnh Duy Sản.
- Trần Chân đánh bại Trần Cảo tại Gia Lâm

## Mất
- Lê Tương Dực bị giết
- Trịnh Duy Sản.